# كأس المعارض الأوروبية 1960–61
كأس المعارض الأوروبية 1960–61  هو الموسم 3 من  كأس المعارض الأوروبية. أقيم خلال الفترة 11 سبتمبر 1960 وحتى 11 أكتوبر 1961، والذي يشرف على تنظيمه الاتحاد الأوروبي لكرة القدم، وكان عدد الأندية المشاركة فيه  16.
فاز روما الإيطالي باللقب للمرة الأولى في تاريخه بعد فوزه في النهائي على برمنغهام سيتي الإنجليزي 4-2 بمجموع المباراتين.

## نتائج الموسم
| المركز | فريق | لعب | ف | ت | خ | له | عليه | ف.أ | نقاط | ملاحظة |
| ------ | ---- | --- | - | - | - | -- | ---- | --- | ---- | ------ |
|        | روما |     |   |   |   |    |      |     |      |        |